# Дев'ять життів Хлої Кінг
Дев'ять життів Хлої Кінг (англ. The Nine Lives of Chloe King) — американський містичний драматичний телесеріал 2011 року. Заснований на однойменній серії книг Ліз Брасвелл. Прем'єра серіалу відбулася 14 червня 2011 року на телеканалі ABC, а завершився 16 серпня 2011. 15 вересня ABC оголосив про скасування серіалу через низькі рейтинги.

## Сюжет
Одного разу шістнадцятирічна дівчинка Хлоя Кінг виявляє в себе надздібності: дев'ять життів, підвищену швидкість, надприродну силу, надчутливий слух, надлюдську спритність, нічне бачення, перетворення нігтів на кігті та здатність відчувати людські емоції. Також вона помітила, що її хтось переслідує. Незабаром Хлоя дізнається, що вона — нащадок древньої раси Майя, на яку тисячоліттями полювали вбивці, і тепер вона є єдиною надією цієї раси на виживання.

## У ролях
- Скайлер Семюелс — Хлоя Кінг, головна героїня, нащадок стародавньої раси Майя.
- Бенджамін Стоун — Алек Петров, один із нащадків раси Майя.
- Емі Пітц — Мередіт Кінг, мати Хлої.
- Грейс Фіппс — Емі Тіффані Мартінс, одна з найкращих подруг Хлої.
- Кі Хонг Лі — Пол Чун, один з найкращих друзів Хлої і зустрічається з Емі.
- Алісса Діас — Жасмін, одна з нащадків раси Майя, яка прагне захистити Хлою.
- Грей Деймон — Браян Резза, друг і любовний інтерес Хлої, а також син людини, яка намагається вбити Хлою, щоб знищити цивілізацію Майя
- Алісія Коппола — Валентина, мати Жасмін і лідер всіх майя у Сан-Франциско.
- Крістіан де ла Фуенте — Френк Кабрера, хлопець Мередіт.
- Еріель Міранда — Лана Джейкобс, шеф Хлої в магазині одягу, де вона працює.
- Кіко Еллсворт — вбивця, який стежить за Хлоєю і намагається її вбити в перших трьох епізодах серіалу. Його вбиває Валентина.
- Даніель Шарман — Зейн, член ордена, посланий вбити Жасмін та її матір.

## Факти
- Хлоя Кінг була удочерина в Україні, що підтверджує показане в кадрі в першій серії українське свідоцтво про народження.
- Повний сценарій продовження серіалу під назвою «Дев'ять життів Хлої Кінг: Порятунок» (англ. The Nine Lives of Chloe King: Salvation) був оприлюднений онлайн, але так і не знятий Alloy Entertainment. Цей сценарій завершує шоу та показує всі цікаві моменти і доступний кожному.
- Домашня адреса Хлої Кінг у серіалі: 572 Род-Айленд-стріт, Сан-Франциско, Каліфорнія, 94107. Це перехрестя вулиць Маріпоса-стріт (що означає «метелик» іспанською) та 18-ї вулиці на Род-Айленд-стріт. Згідно з державними архівами, будинок був побудований у 1906 році та значиться як односімейний будинок площею 1774 квадратних футів, 2 спальні та 2 ванні кімнати.
- У сьомому епізоді третього сезону серіалу «Татко» (англ. Baby Daddy), який вийшов 5 березня 2014 року та в якому знімається Грейс Фіппс (з 2018 року — Грейсі Гіллам) в кадрі показаний постер «Дев'ять життів Хлої Кінг».